# Hypericum × inodorum
Hypericum × inodorum, conocido como tutsan alto o hipérico alto, es un arbusto perenne frondoso con flores amarillas, nativo del oeste de Europa. Se conoce desde 1789, pero a lo largo de los siglos XIX y XX persistió la confusión sobre su nombre, identidad y origen.
Esta notoespecie es un híbrido fértil entre el Hypericum androsaemum y el Hypericum hircinum, y pertenece a la familia Hypericaceae. Presenta racimos de numerosas flores amarillo dorado con estambres largos y frutos rojos que cambian de color gradualmente. Se cultiva frecuentemente como planta de jardín, con numerosos cultivares comercializados por sus características únicas. Una variedad destacada es 'Golden Beacon', que ganó el Galardón al Mérito en Jardinería de la Sociedad Real de Horticultura por su follaje dorado, estambres prominentes, tallos rosados y superior resistencia a enfermedades.

## Etimología
El nombre del género Hypericum posiblemente derive de las palabras griegas hyper (sobre) y eikon (imagen), en referencia a la tradición de colgar la planta sobre iconos religiosos en el hogar. El autor del híbrido, Philip Miller, eligió el nombre inodorum (del latín inodorus, que significa "sin olor" o "inodoro") para distinguirlo de H. hircinum, que suele tener un olor similar al de una cabra. Sin embargo, el nombre puede ser engañoso, ya que algunos ejemplares del híbrido aún tienen un aroma fuerte. Históricamente, el híbrido ha sido llamado "tutsan alto" o "hipérico alto" en inglés.

## Taxonomía

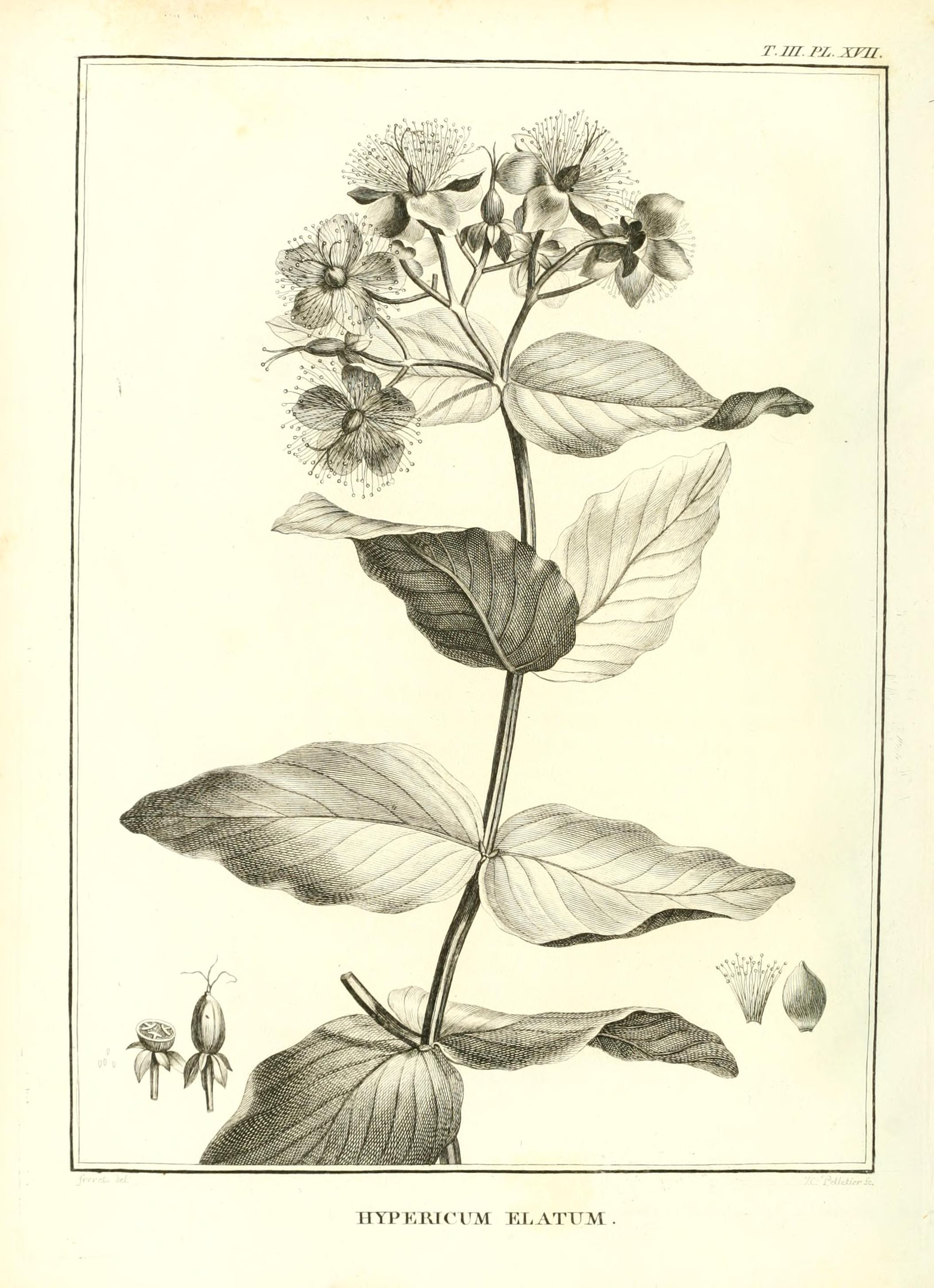
Una ilustración botánica de 1804 de la especie bajo el nombre H. elatum

La primera mención de este híbrido en la literatura botánica aparece en la obra de Joseph Tournefort, Institutiones Rei Herbariae, de 1700. Sin embargo, la autoría de la especie se atribuye a Philip Miller, quien la incluyó en la edición de 1768 de The Gardeners Dictionary. Ambos autores asignaron al planta el siguiente polinomio en latín, y Miller proporcionó una traducción al inglés:
Hypericum Orientale, foetido simile, sed inodorum. Hipérico oriental, similar al tipo fétido, pero sin olor.
Además, Miller designó un holotipo para la planta: un ejemplar cultivado tomado del Jardín Medicinal de Chelsea en Londres.
En 1789, William Aiton describió la misma planta en Hortus Kewensis bajo un nombre diferente: Hypericum elatum. Ofreció una descripción más extensa, con detalles sobre las flores, y la llamó "hipérico alto". El nombre H. elatum fue ampliamente utilizado para la especie durante el siglo XIX, y se incluyó en una monografía parcial de Hypericum en 1821.
Además de estos dos nombres, la planta fue identificada erróneamente de varias formas por más de media docena de botánicos en los siglos XIX y XX. Se describió como sus dos progenitores, H. androsaemum y H. grandifolium. Algunos especímenes ingleses fueron llamados Hypericum anglicum en varias ocasiones, y también se usaron los nombres H. multiflorum y H. persistens. En algunos momentos, la planta se incluyó en el género Androsaemum (ahora la sección de Hypericum a la que pertenece) como A. pyramidale, A. parviflorum y A. × urberuagae.
Norman Robson incluyó la especie en su análisis del género Hypericum en Flora Europaea en 1968, confirmando que era una forma intermedia entre H. androsaemum y H. grandifolium e hipotetizando que era un híbrido entre ambas especies. Esto se confirmó en la entrega de 1985 de la monografía de Robson sobre el género, junto con una descripción detallada de la especie y una historia de su nomenclatura.

## Descripción

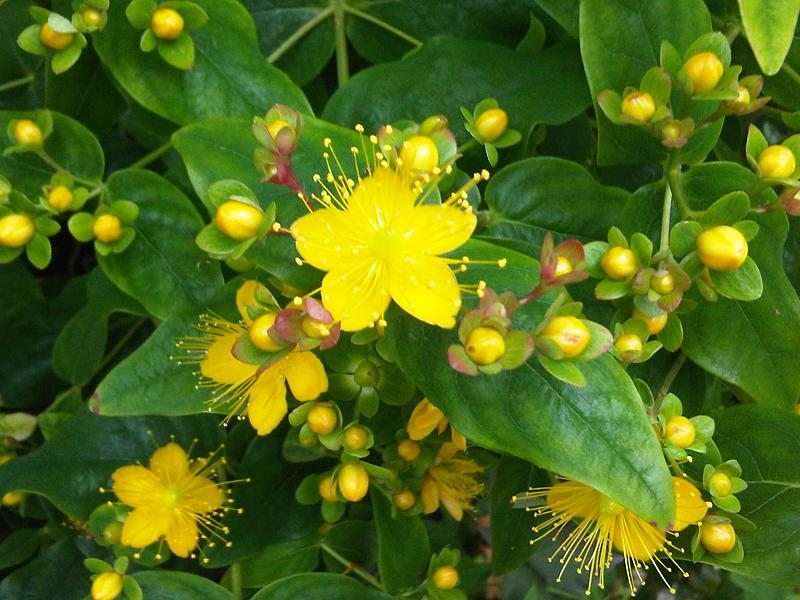
Un racimo de flores y hojas de Hypericum × inodorum en Londres

Hypericum × inodorum es un arbusto perenne frondoso que crece entre 0,6 y 2,0 metros de altura y tiene una extensión de 0,9 a 1,5 m. Sus ramas crecen erguidas y muchas se originan en la base, que no enraíza sobre el suelo.
Los tallos de la especie son cilíndricos cuando la planta madura. Hay entre 0,2 y 0,8 cm de tallo entre pares de hojas. La corteza de la planta tiene una textura escamosa. Las hojas están unidas directamente a los tallos, sin pecíolo. A veces, las hojas incluso rodean parcialmente el tallo. Las láminas foliares miden de 3,5 a 11 cm de largo por 2,0 a 6,0 cm de ancho, y tienen una forma entre oval-lanceolada y ovalada ancha, con una punta redondeada o casi puntiaguda. Hay cuatro o cinco pares de venas principales que parten de la nervadura central y se dirigen hacia la punta de la hoja. La red de venas terciarias pequeñas es visible desde ambos lados de la hoja. Hay glándulas pequeñas en la hoja, densas a lo largo de sus bordes.
Cada racimo de flores suele tener de 3 a 23 flores, que surgen de uno o dos nodos distintos. No hay flores accesorias inferiores, y las brácteas son pequeñas y en forma de lanza. Cada flor mide de 1,5 a 3,0 cm de ancho y, antes de abrirse, tiene yemas de forma globular. Los sépalos se superponen y varían en tamaño. Miden de 0,5 a 1,0 cm de largo por 0,2 a 0,5 cm de ancho, y permanecen en la flor hasta que el fruto madura, o más tiempo. Los pétalos son amarillo dorado, sin tinte rojo. Pueden extenderse o curvarse hacia adentro, y miden de 0,8 a 1,5 cm de largo. Cada grupo de estambres tiene de 20 a 30 estambres, los más largos de los cuales alcanzan de 1,0 a 2,0 cm. La cápsula de semillas tiene paredes delgadas y carnosas, y pasa de rojo a marrón oscuro, a veces abriéndose por el extremo. Las semillas dentro son marrón rojizo y miden de 0,12 a 0,15 cm de largo. Tienen un ala en un lado y, a veces, apéndices alados en su extremo.

## Distribución, hábitat y ecología

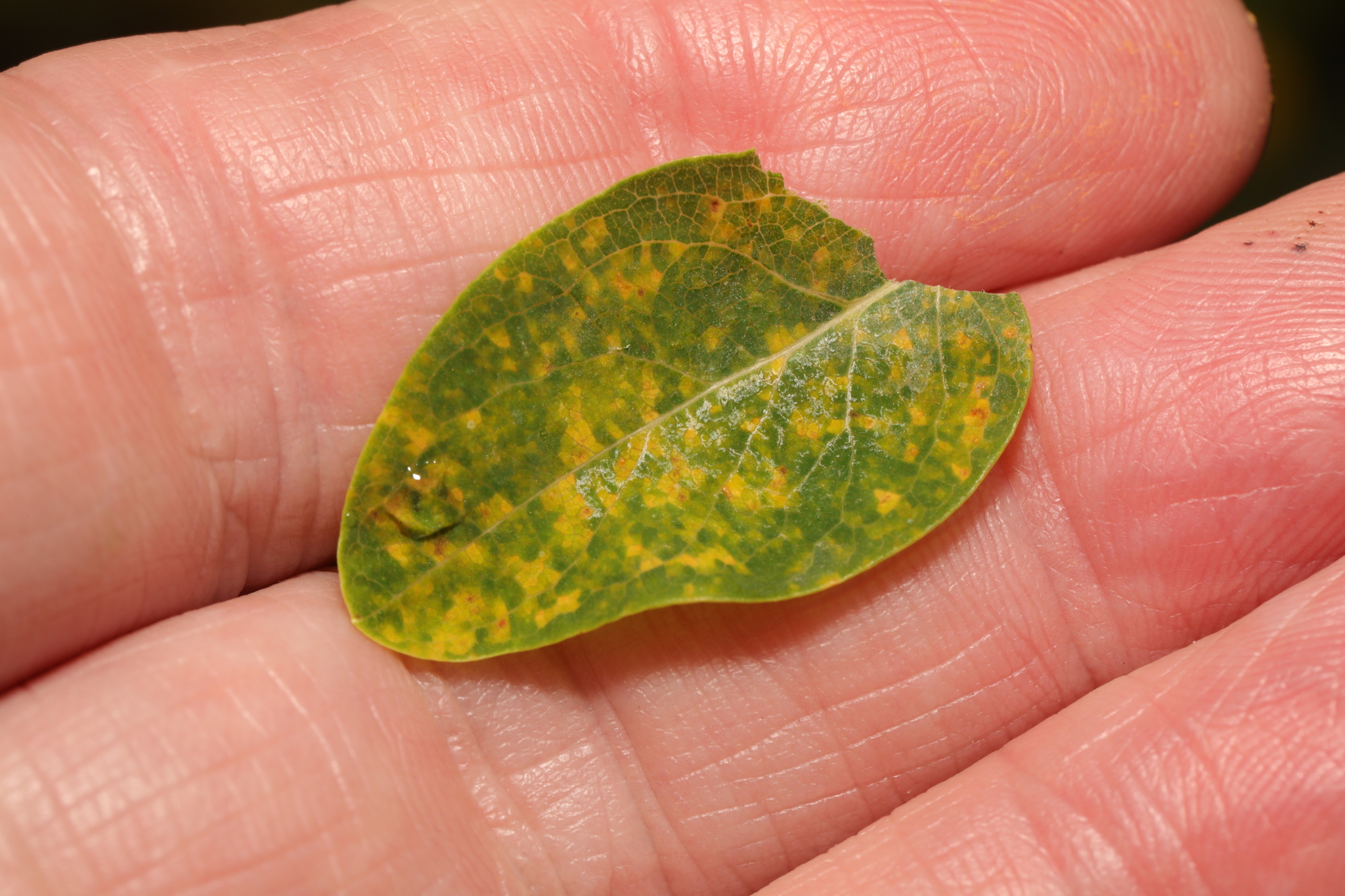
El hongo roya Melampsora hypericorum en una hoja de H. × inodorum.

Hypericum × inodorum es nativo de Francia, Italia y España. Ha sido introducido en el Reino Unido, Irlanda, Chile, Java, Madeira, México, Nueva Zelanda, Portugal y Suiza. El origen de Hypericum × inodorum ha sido malentendido de varias maneras. William Aiton afirmó en 1789 que provenía de América del Norte, y no fue hasta 1886 que se determinó su estatus como especie del Viejo Mundo. En el siglo XX, varios botánicos identificaron erróneamente especímenes del híbrido como H. grandifolium, creyendo que se originaba en Macaronesia. Según Robson, el hábitat de la planta está en tierras bajas "en lugares húmedos o sombreados".
Melampsora hypericorum es un hongo roya conocido como roya del tutsan. Parasita varias especies relacionadas de Hypericum, incluido H. × inodorum. El hongo pestaloide Seimatosporium hypericinum también se ha encontrado infestando la planta en Brasil. En formas cultivadas del híbrido, la herbivoría por insectos y las enfermedades no representan amenazas importantes para la planta.

## Cultivo
Hypericum × inodorum se cultiva ampliamente como planta ornamental. Es resistente y capaz de tolerar diversas condiciones de sol y suelo, incluyendo un rango de pH de al menos 6,0 a 8,0. Resiste tanto la sequía como la sombra intensa.
En muchas publicaciones, la variedad 'Elstead' es la más destacada o la única cultivar mencionada. Este cultivar tiene flores pequeñas de 2,5 a 3,0 cm de ancho con estilos de 0,6 cm de largo. Las bayas miden de 1,6 a 1,7 cm de largo por 0,8 cm de ancho y pasan de blanco a un rojo rosado brillante a medida que la planta madura. Dado que las plantas florecen durante unos dos meses, se pueden ver diferentes etapas de coloración de las bayas al mismo tiempo.
Otro cultivar notable es la variedad 'Wilhyp' o 'Golden Beacon'. Hypericum × inodorum 'Golden Beacon' es una planta con follaje dorado, estambres prominentes, tallos rosados y una resistencia superior a enfermedades. Ha recibido el Galardón al Mérito en Jardinería de la Sociedad Real de Horticultura por estas cualidades. Otros cultivares menos prominentes incluyen 'Summergold' (con hojas doradas), 'Red Star' (con tallos y follaje teñidos de rojo), 'Magical White' (con bayas blancas), y 'Magical Universe' (resistente al hongo roya).
| Imagen | Nombre (en inglés)             | Origen                       | Características                                                                              |
| ------ | ------------------------------ | ---------------------------- | -------------------------------------------------------------------------------------------- |
|        | 'Elstead'                      | Jardín Real Botánico de Kews | Bayas blancas que se vuelve de color rojo brillante y pequeñas flores con forma de estrella. |
|        | 'Wilhyp' ('Golden Beacon')     | Wales                        | Follaje dorado, tallos rosados y resistente a enfermedades.                                  |
|        | 'Kolmpass' ('Magical Passion') |                              |                                                                                              |
|        | 'Kolmahwi' ('Magical White')   |                              | Tallos rojos con bayas blancas prominentes.                                                  |